# Боділ (кінопремія)
«Бо́діл» (дан. Bodil Prisen) — головна кінематографічна премія Данії. Її вручає Данська національна асоціація кінокритиків (дан. Filmmedarbejderforeningen) щорічно, починаючи з 1948 року. Церемонії нагородження премії проходять у кінотеатрі Imperial в Копенгагені.
Премію названо на честь двох знаменитих данських акторок — Боділ Іпсен та Боділ К'єр. Статуетка «Боділ» створена Еббе Садоліном та Свендом Єсперсеном.

## Категорії
- Найкращий данський фільм
- Найкраща головна чоловіча роль
- Найкраща головна жіноча роль
- Найкраща чоловіча роль другого плану
- Найкраща жіноча роль другого плану
- Найкращий американський фільм
- Найкращий неамериканський фільм
- Найкращий документальний або короткометражний фільм
- Спеціальний приз (вручають нерегулярно)
- Почесний приз (вручають нерегулярно)
- Найкращий європейський фільм (вручали у 1961–2000)
- Найкращий неєвропейський фільм (вручали у 1961–2000)